# Женщина в буддизме

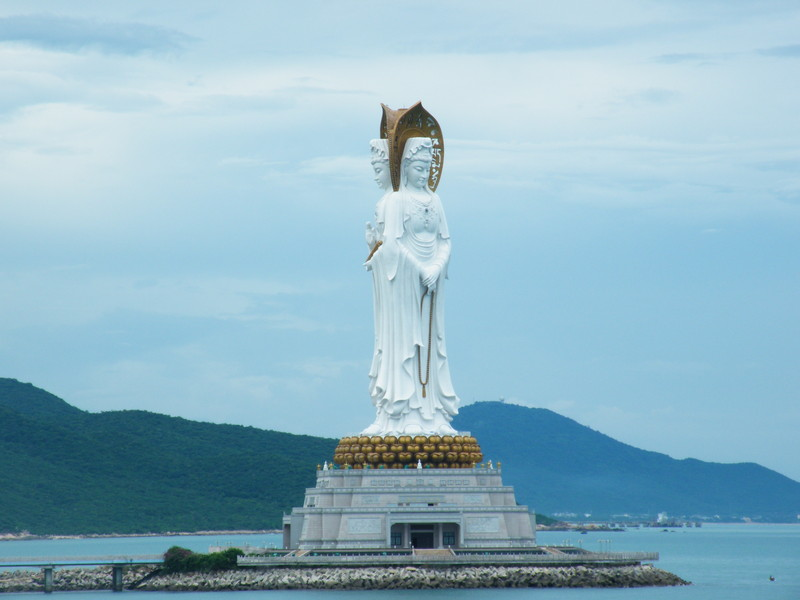
Статуя бодхисаттвы Гуаньинь в Санье самая высокая скульптура женщины в мире

## Ранний буддизм
Гаутама Будда разрешил женщинам вступать в его монашескую сангху и в полной мере участвовать в жизни общины, с соблюдением дополнительных условий — восьми гарундхамм. По мнению Сьюзан Маркотт (Susan Murcott), «Женская монашеская сангха была радикальным для того времени экспериментом».
Меттандо Бхикшу, рассказывая о Первом буддийском соборе, отметил:

Возможно, Махакассаппа и бхикшу того времени испытывали ревность к бхикшуни, которые сделались более популярными, и проводили больше образовательной и социальной работы, чем бхикшу. Вот их антиженские предубеждения и были тогда институционализированы в виде восьми гарундхамм, восьми тяжких ограничений. Мы должны положить конец этому предубеждению.
Оригинальный текст (англ.)Perhaps Mahakassappa and the bhikkhus of that time were jealous of the bhikkhunis being more popular and doing more teaching and social work than the bhikkhus. Their anti-women prejudice became institutionalized at that time with the eight garudhammas, the eight weighty restrictions. We must discontinue that prejudice.

Диана Пол считает (Diana Y. Paul), что согласно традиционному воззрению, в раннем буддизме женщинам отводилась подчинённая роль. Рита Гросс согласна с тем, что «в раннем индийском буддизме можно найти мизогинистские черты. Но наличие отдельных явно мизогинистских доктрин не означает, что весь древнеиндийский буддизм был мизогинистским». У многих[кто?] авторов позитивное отношение к женственности смешивалось с явно отрицательными эмоциями, из-за чего они характеризовали отношение раннего буддизма к женщинам как глубоко двойственное. Некоторые комментаторы «Аганна-Сутты» Палийского канона понимали изложенные в ней слова Будды так, будто бы он считал женщин ответственными за падение человеческой расы. Однако большинство буддистов интерпретируют это по-другому: они считают, что в первую очередь причиной нравственного падения является похоть как таковая, а не женщины.
Однако несмотря на малоприятные образы женщин в раннем буддизме, в тхеравадской «Сутта-питаке» говорится о том, что не стоит заострять внимание на различиях между полами, потому что это может стать препятствием в достижении нирваны. Например, в «Бхикшуни-самъютте» (Сагатха-вагга, Самъютта-никая), половая дискриминация считается проделкой демона Мары, уводящего с духовного пути. В «Сомма-сутте» бхикшуни Сома утверждает:

Каждый, кто думает «я женщина», или «я мужчина», или «я являюсь вообще чем-то?» — это тот, кто внимает Маре.
Оригинальный текст (англ.)Anyone who thinks "I'm a woman" or "a man" or "Am I anything at all?" — that's who Mara's fit to address

Тем самым подчёркивается гендерная нейтральность буддийской концепции анатмана — стратегии «несамости», которой учил Будда для освобождения от страданий. А в сутре «Зависимость» Будда утверждает, что если мужчина или женщина цепляются за свою гендерную идентичность, они попадают в зависимость от неё.

## Духовные достижения женщин
В разных школах и традициях буддизма мы можем найти разные мнения о способностях женщин к духовным достижениям.

### Ограничения духовных достижений женщин в буддизме
По словам Бернарда Фора (Bernard Faure), «как и большинство клерикальных дискурсов, буддизм на самом деле неуклонно мизогинистский настолько же; но он один из самых гибких и открытых к сложности и противоречию».
В буддийской традиции положение человека в мирском обществе, его власть и возможности — зачастую являются отражением прежних духовных достижений этого человека. Так, боги обитают в более высоких сферах, чем люди, потому что достигли соответствующего уровня духовного развития. Чакравартины и будды, живущие среди людей, занимают своё исключительное положение также благодаря высоким достижениям в этой и прошлых жизнях. Подобно тому, рождение в мужском либо в женском теле и обусловленное им положение человека в том или ином обществе является проявлением его кармы, последствием его деяний в прошлых жизнях.
Тайваньская бхикшуни Хен-Чин Ших (Heng-Ching Shih) утверждает, что перед женщиной в буддизме стоят пять непреодолимых препятствий, а именно: она не может стать небесным королём Брахмой, сакрой, королём Марой, чакравартином или буддой. В обоснование этого приводятся слова Гаутамы Будды из Бахудхатука-сутры (Bahudhātuka-sutta) Мадджхимы-никаи Палийского канона о том, что невозможно женщине стать «Совершенным, Полностью Просветлённым», «царём-миродержцем», «царём богов», «Марой» или «Брахмой». Однако в соответствующем тексте санскритской «Мадхьямы-агамы» таких слов вообще нет, и ряд исследователей считают, что они не были сказаны Буддой, а были добавлены позднее. Ранние ограничения на достижение женщиной состояния Будды были позднее отменены в «Лотосовой сутре», открывшей прямой путь к просветлению для женщин, равно как и для мужчин. Нитирэн писал, что «только в „Лотосовой сутре“ мы читаем, что женщина, воспринявшая эту сутру, превзошла не только всех других женщин, но и всех мужчин».

### Возможность достижения женщиной состояния будды
В текстах раннего буддизма, таких как Кхандхака, содержатся слова Гаутамы Будды о том, что женщина может достичь просветления; но при этом в Бахудхатука-сутре утверждается, что женщины-будды не может быть никогда.
В буддизме Тхеравады — современной школе, придерживающейся самых древних из сохранившихся датированных текстов, — переход в состояние Будды считается крайне редким событием, практически недостижимым для современных людей. Последователи этой школы стараются достичь хотя бы состояния архата; и в Палийском каноне приводятся примеры достижения нирваны архатами обоего пола. Так, Яшодхара, бывшая жена Будды Шакьямуни и мать его единственного сына Рахулы, позднее стала монахиней-бхикшуни и архаткой. А в буддизме Махаяны достижение состояния Будды считается реально возможным и является общей целью всех последователей Махаяны. Но для женщины возможность такого полного просветления может открыться только в одной из следующих жизней, в которой она родится мужчиной; в «Бодхисаттвабхуми» (Bodhisattvabhūmi), датируемой IV веком, утверждается, что нельзя достигнуть просветления, будучи в женском теле. По словам Миранды Шоу, «подобная убеждённость негативно сказалась на привлечении женщин [к практике буддизма], постольку поскольку она сообщает о недостаточности женского тела для достижения просветления».
В Тхераваде также считается, что женщине практически невозможно достичь даже состояния бодхисаттвы — ступени на пути к состоянию будды. Боги, мужчины, звери и даже пресмыкающиеся могут стать бодхисаттвами, а женщины — нет. Рождение женщиной рассматривается как результат плохой кармы. При этом Тхеравада не запрещает женщине стремиться к пробуждению и достигать его, однако женщина не может возглавлять буддистскую религиозную общину. Если человек, мужчина или женщина, проявит сильное желание к достижению состояния Будды, и живущий одновременно с ним Будда подтвердит это — то такой человек уже не родится в женском теле ни в одной из следующих жизней. Соответственно, для практикующей буддистки школы Тхеравада цель жизни — в том, чтобы в следующей жизни родиться мужчиной и тогда получить все возможности для духовного просветления и достижения состояния Будды. Для этого нужно совершать праведные деяния и искренне стремиться к мужественности.
В тантрической иконографии школы Ваджраяна встречаются изображения женщин-Будд. Иногда они изображены как сопровождающие основного идама на медитационной мандале, но Ваджрайогини, Тара и Симхамукха изображаются как главные персонажи в сценах тантрической садханы. Также буддизм Ваджраяны признаёт, что многие женщины-йогини достигли полного просветления и состояния Будды. Среди них — Еше Цогьял, одна из пяти тантрических супруг Падмасамбхавы, которую сторонники Ваджраяны почитают как женщину-Будду. А в линии преемственности Кармапы даже считается, что Цогьял стала Буддой уже в той земной жизни. На веб-сайте нынешнего Крамапы, главы школы Карма-Кагью тибетского буддизма утверждается, что она ещё за тридцать лет до ухода из мирского существования достигла окончательного пробуждения на уединённом ретрите; это было примерно в 796—805 году нашей эры.
Миранда Шоу (Miranda Shaw) в качестве примера цитирует: «Как сообщается, из всех учеников адепта Наропы полного просветления достигли двести мужчин и тысяча женщин».
В тринадцатой главе махаянской «Лотосовой сутры» есть предсказания Будды Шакьямуни о будущих достижениях Махапраджапати и Яшодхары.
В XX веке Тензин Палмо, тибетская буддийская монахиня школы Друкпа Кагью, заявила: «я дала обещание, что достигну Просветления в женской форме — и не важно, сколько жизней на это понадобится».

### Женские линии преемственности тулку
В XV веке принцесса Чокьи-Дронме (вайли Chos-kyi sgron-me) была признана воплощением идама Ваджраварахи и женщиной-буддой в ваджраянской традиции. Чокьи-Дронме стала известна как Самдинг Дордже Пхагмо (вайли bSam-lding rDo-rje phag-mo) и с неё началась линия женщин-тулку, перевоплощающихся лам. В настоящее время её двенадцатое перевоплощение живёт на Тибете.
Другая женская линия тулку — Шугсеб Джетсун Ринпоче (вайли Shug-gseb rJe-btsun Rin-po-che) — началась в конце XIX века с Ани Лочен (ок. 1865 – 1951). Восприняв учения всех школ тибетского буддизма, Шугсеб Джетсун Ринпоче стала известна там, что в ней передаётся медитационная практика отсечения привязанностей чод. В начале двадцатого столетия Шугсеб Джетсун Ринпоче, известная также как Ани Лочен Чёньи Цангмо (Ani Lochen Chönyi Zangmo) основала женский монастырь Шугсеб (вайли shug gseb), который расположен в тридцати милях от Лхасы на склонах горы Гангри Тхёкар (Gangri Thökar). Он был одним из крупнейших и известнейших женских монастырей Тибета. Шугсеб был возрождён в изгнании в Гамбхир Гандж (Gambhir Ganj) в Индии, уже как часть школы Ньингма. Но и на новом месте монахини Шугсеба продолжают свои практики, включая чод и лонгчен ньингтхин.

## Женское монашество
Гаутама Будда впервые посвятил в монахини женщин через пять лет после того, как сам достиг просветления и посвятил в монахи первых мужчин.
Первой такое посвящение получила Махапраджапати Готами, тётя и приёмная мать Гаутамы Будды. Будда сомневался, стоит ли вообще посвящать женщин. Впрочем, по мнению Питера Харви (Peter Harvey), Будда до того так же колебался, раздумывал, стоит ли ему вообще учить кого-то, и только после того, как дэвы его уговаривали, решил преподать людям своё учение.
Потом эти буддийские монахини дали посвящение своим ученицам, те — своим. Аналогично буддийские монахи получали посвящение от монахов. Как правило, мужские и женские линии ученической преемственности в буддистской монашеской сангхе шли раздельно. И поныне возможность и действительность посвящения женщины мужчиной (или наоборот) является спорной и признаётся далеко не всеми буддистами. Но женских монашеских линий ученической преемственности осталось значительно меньше, чем мужских — в основном, они сохранились в буддийских школах Восточной Азии, а в ряде других регионов и школ исчезли полностью. Лишь в конце XX — начале XXI века началось возобновление посвящения женщин и возрождение традиций бхикшуни на Шри-Ланке и в других традиционных буддистских странах, а также появились буддистские женские монастыри в США и других западных странах.

## Личная и семейная жизнь
В Ангуттаре-Никае (5:33) Будда говорит, что жёны должны подчиняться мужьям, нравиться им и не раздражать их собственными желаниями. В этой же никае в Палийском каноне (7:59; IV 91-94) приводится беседа Будды с Суятой о семи типах жён, из которых первые три типа (разрушительница, воровка и госпожа) идут к несчастью, а другие четыре (мать, сестра, подруга и рабыня) — к счастью.
По словам Дайаны Пол (Diana Paul), буддизм унаследовал [от индуизма] такое отношение к женщинам, согласно которому если женщина не проявляет себя как мать, то она — похотливая соблазнительница или вообще зло во плоти.
В XX веке Тензин Палмо, тибетская буддийская монахиня в направлении Друкпа школы Кагью, заявила: «Я дала обет достичь Просветления в женской форме — независимо от того, сколько жизней это займёт».

### Материнство
Отношение буддизма к материнству традиционно основывается на «благородной истине» о страдании (дукха) как об одной из главных черт человеческого существования. Это отразилось и в Тхеригатхе — сборнике стихов старейших монахинь-архаток; Сьюзан Маркотт (Susan Murcott) отмечает, что «в этой главе про материнство, в каждой истории и в каждом стихе — печаль. Матери, о которых там говорится, желали стать буддийскими монахинями из-за смерти детей».
Тем не менее, в раннем буддизме материнство не рассматривалось исключительно как источник страдания, а могло иметь самостоятельную ценность. Особо почитается Майя — мать Гаутамы Будды; в городе Лумбини, на предполагаемом месте рождения Будды, есть посвящённый ей храм. Но Майя умерла через несколько дней после рождения Гаутамы, и его усыновила Махапраджапати Готами, сестра Майи. Кроме Гаутамы, Махапраджапати растила двоих собственных детей: сына и дочь (обоих звали Нанда). Махапраджапати стала первой бхикшуни, и её дети тоже вступили в монашескую сангху, как и жена Гаутамы Яшодхара, и их сын Рахула.
В буддизме Ваджраяны женщины могли стать не только бхикшуни, но также йогинями. В отличие от монашествующих бхикшуни, йогини могли жить семейной жизнью, иметь детей и не брить головы. Мачиг Лабдрон следовала этим путём: прожив некоторое время в монастыре, она ушла оттуда, чтобы воссоединиться со своим супругом Топабхадрой, но продолжала заниматься религиозной практикой. В её намтаре написано, что Лабдрон сумела совместить практику и учительство с заботами о детях; некоторые из её детей тоже стали йогинями. Цултрим Аллионе, признанная эманацией Мачиг Лабдрон, четыре года была монахиней, но потом ушла из монашества, вышла замуж и имела детей. О роли материнства в её практике она написала:

…в буддизме много раз встречается образ матери как олицетворения сострадания. Она готова сделать что угодно ради детей. Будучи матерью, я ощущала всю глубину любви и приверженности; у меня был тот, за кого я была готова отдать свою жизнь — в таких отношениях есть очень большая сила. Также я почувствовала тогда, что на самом деле не росла до того, как у меня появились дети. Это был мой путь к зрелости; зрелость пришла ко мне вместе с детьми. При том я не могу сказать, что мои дети стали для меня вдохновением в том смысле, в каком я прежде понимала духовное вдохновение. Более того, те вызовы материнства, с которыми мне пришлось столкнуться, очень обогатили мою практику.
Оригинальный текст (англ.)...in Buddhism the image of the mother as the embodiment of compassion is used a lot. She'll do anything for the children. As a mother I felt that depth of love and commitment and having somebody who I really would give my own life for—it was very powerful to have that kind of relationship. I also felt that I didn't really grow up until I had my children. There were ways that maturity was demanded of me and having children brought forth that maturity. So I wouldn't say my children were an inspiration in the sense of what I thought would have been a spiritual inspiration before I had children. More so I think meeting the challenges of motherhood with what I had learned made my practice very rich.

### Любовь и брак
Хотя в целом в буддизме высшим идеалом жизни считается монашеский целибат, ценность брака как социального института также признаётся, и существуют определённые религиозные правила для семейных мирских буддистов. При всех различиях в правилах и практике между школами буддизма, супружеская верность признаётся ими всеми как обязательная, поскольку установлена в шилах — основополагающих принципах буддистской духовной практики. Внебрачные половые связи неприемлемы для всех буддистов, как мирских, так и монашествующих: это одна из пяти священных заповедей буддийской этики. Более точные границы приемлемого и неприемлемого сексуального поведения различаются в зависимости от местных обычаев и особенностей конкретной буддийской школы: так, может быть различное отношение к анальному, оральному и другому «неклассическому» сексу (в том числе между супругами), контрацепции, сексу во время беременности и кормления, мастурбации, гомосексуальности и трансгендерности.
В раннем буддизме Сигаловада-Сутра Дигха-никаи говорит о том уважении, который каждый должен оказывать своему супругу или супруге. Но уже тогда идеалом считалось отречение от мирской жизни — неккхамма — в его текстах есть история монаха Нанды и его жены Джанапады Каляани, для которых стремление к обретению блаженства Нирваны стало более ценным, чем романтическая любовь и брак. Нанда, двоюродный брат Гаутамы Будды, с одобрения последнего оставил молодую жену сразу же после свадьбы, чтобы стать бхикшу. В Палийском каноне есть ещё подобные истории, в которых романтическая любовь воспринимается как часть привязанности к сансаре — бесконечному циклу перерождений. Сьюзан Маркотт отмечает, что у ранних буддистов было такое же сдержано-негативное отношение к романтической любви и браку, как у индийских брахманистов.
Но в буддизме Ваджраяны интимные отношения между супругами рассматриваются как одно из средств духовной практики Анутарайоги-тантры, позволяющей достичь реализации и просветления. Тантрические соития  супругов изображаются на яб-юмах тибетского буддизма.

## Пояснения
1. ↑  Данные варианты перевода на русский язык раздела «Возможное и Невозможное» (13 абзац) «Бахудхатука сутты» («115. Многие виды элементов»), были взяты из источника - «Sutta Central». Это проект из Австралии под руководством Бханте Суджато, представляющий собрание ранних Буддийских текстов и их переводы на разные языки. Также, вариант перевода Sutta Central совпадает с вариантом перевода этой Сутры (Сутты) проекта «Тхеравада Ру».

Однако, в данном случае теряется некий оттенок, который есть в английском переводе: «perfectly - совершенно/прекрасно/безупречно/абсолютно/полностью, rightfully - правильно/законно/истинно, Enlighted One - Просветлённым.»
2. ↑  В английском переводе данного фрагмента этой Сутры (Сутты) стоит «Universal Monarch», что дословно на русский можно перевести, как: «Вселенским Монархом». также можно перевести, как «Вселенским Царём», «Царём Вселенной», «Царём Мира», «Мировым Царём»
3. ↑  В английском варианте перевели, как the King of Gods. Если переводить дословно с английского варианта будет - «Королём Богов», можно также перевести, как «Царём Богов»
4. ↑  В английском варианте перевода стоит не имя «Mara» (Мара), а титул «the King of Death», что переводится, как «Король Смерти/Царь Смерти». Это - один из титулов Мары
5. ↑  В английском варианте переводе «Brahmaa» показано, что «а» в конце не обычная, а длинная «Брахмаа». Это не несколько разных звуков, как, например, в слове длинношеее; а именно несколько более длинный, долгий звук «а»
6. ↑  "In the early discourses, the locus classicus for this position is the Bahudhatuka-sutta of the Majjhima-nikaya, according to which a woman is incapable of occupying various positions, one of them being that of a Buddha. (9) The Bahudhatuka-sutta has several parallels which show some variations in their presentation of these impossibilities. Of particular significance is a Madhyama-agama parallel which does not mention any inability of women at all [...] These variations, together with the absence of any reference to the aggregates in the discourse versions, make it quite probable that this topic is a later addition."[17]
7. ↑  "Only in the Lotus Sutra do we read that a woman who embraces this sutra not only excels all other women but surpasses all men"[19]
8. ↑  Насколько можно понять, считается, что в любые времена среди людей в нашем мире есть хотя бы один, находящийся в состоянии Будды.